# Dolenji Globodol
Dolenji Globodol – wieś w Słowenii, w gminie Mirna Peč. W 2018 roku liczyła 53 mieszkańców.